# Смертельний рейс (фільм)
«Смертельний рейс» (англ. Deadly Voyage) — американський телевізійний трилер 1996 року.

## Сюжет
Група африканських нелегалів намагалася таємно перебратися на кораблі з одного материка на інший. Відсутність води змушує їх розкрити свою присутність. Щоб уникнути проблем з митницею і законом моряки вирішують влаштувати розправу над нелегалами. Одна з жертв тікає і намагається сховатися у темних надрах корабля, тоді як озброєна команда починає справжнє полювання.

## У ролях
| Актор                  | Роль       |
| ---------------------- | ---------- |
| Омар Еппс              | Кінгслі    |
| Джосс Екленд           | капітан    |
| Шон Пертві             | Іон        |
| Девід Суше             | Влачос     |
| Ендрю Дівофф           | Ромаченко  |
| Жан-Клод Ла Марр       | Альберт    |
| Адевале Акінойе-Агбаже | Еммануель  |
| Ілля Волох             | Петро      |
| Роман Варшавський      | Юрій       |
| Чіветель Еджіофор      | І-Боу      |
| Девід Донто            | Боб        |
| Майкл Бірн             | комісар    |
| Равіль Ісянов          | Михайло    |
| Томас Лукес            | Паламарчук |